# 33 يوم (فلم)
33 يوم هو فيلم حربي لبناني إنتاج عام 2013
يجسد بطولات المقاومة الإسلامية في مواجهة جيش الاحتلال الإسرائيلي في بلدة عيتا الشعب الحدودية في جنوب لبنان خلال حرب تموز 2006
تعاونت على إعداده، مؤسسة فارابي السينمائية الإيرانية ومجموعة ريحانة اللبنانية بإدارة علي أبو زيد.

## القصة
يروي الفيلم معاناة اللبنانيين في حرب يوليو 2006، وانتهاكات قوات الاحتلال الإسرائيلية لقرية عيتا اللبنانية، كما يتناول دور المقاومة اللبنانية في التوعية لاستعادة الأسرى اللبنانيين لدى إسرائيل.
حيث يسرد مجريات الأحداث بعد العملية النوعية التي نفذتها المقاومة في تموز 2006 بأسر جنديين صهيونيين بهدف مبادلتهما بالأسري اللبنانيين لدي العدو الصهيوني، الذي يرد بقصف هستيري يطاول العمق اللبناني فضلاً عن المناطق الحدودية المحاذية لفلسطين المحتلة، ويحاول الجيش الصهيوني الدخول إلي بلدة عيتا الشعب بقيادة العقيد آفي (بيار داغر)، والذي يحمل ذكريات أليمة مع أهالي البلدة التي كان موجوداً فيها منذ ما قبل انسحاب الجيش الصهيوني في العام 2000. في الجهة المقابلة محمد سرور (باسم مغنية) والذي ينتظر مولوده الأوّل من حنان (نسرين طافش) ويوسف دهيني (يوسف الخال) الذي تباغته الحرب في يوم زواجه من حنان (كندة علّوش) يقودان المقاومة لمنع احتلال عيتا.

## فريق العمل
إخراج:
جمال شورجة
بطولة:
بيار داغر، عدي رعد، كارمن لبس، باسم مغنية، دارين حمزة، نسرين طافش، يوسف الخال، كندة علوش، نيكولا معوض.
بالاشتراك مع نخبة من الفنانين السوريين.

## صناعة الفيلم
- تم تصوير أغلب مشاهد الفيلم في أنصاريّة و في برج رحّال [2]
- تم استخدام أكثر من 30 آليّة للجيش اللبناني، و أكثر من 2000 كومبارس.
- استغرق تصوير الفيلم 90 يوماً
- استغرق بناء مواقع التصوير و تجهيز الديكور أكثر من 4 أشهر
- أصيب 7 أفراد من الطاقم في أحد التفجيرات.
- تم بناء أكثر من 5000 متر مربّع، تم تدميرها بالكامل في مشاهد قصف عيتا.

## على الهامش
- كان مقرّراً أن تلعب حنان ترك أحد أدوار البطولة في الفيلم، لكنّ السلطات المصرية منعتها.
- الاسم الأوّلي للفيلم كان "سماء الجنوب"

## وصلات خارجية
- مقالات تستعمل روابط فنية بلا صلة مع ويكي بيانات
- مجموعة ريحانة
- Farabi Cinema Foundation
- 33 Days Movie Trailer
- صفحة الفيسبوك الرسمية